# Марко Зоро
Марко Зоро (фр. Marco André Zoro, нар. 27 грудня 1983, Абіджан) — івуарійський футболіст, що грав на позиції захисника. У складі збірної Кот-д'Івуару був учасником чемпіонату світу та віце-чемпіоном Африки.

## Клубна кар'єра
У дорослому футболі дебютував 1999 року виступами за італійський клуб «Салернітана», в якому провів три з половиною роки, взявши участь у 55 матчах Серії Б.
У січні 2003 року був відданий в оренду іншій команді Серії Б «Мессіні», яка згодом викупила контракт гравця. У сезоні 2003/04 «Мессіна» зайняла 4-е місце і вийшла до Серії А, в якій у першому ж сезоні 2004/05 команда посіла найвище місце у своїй історії — сьоме. 

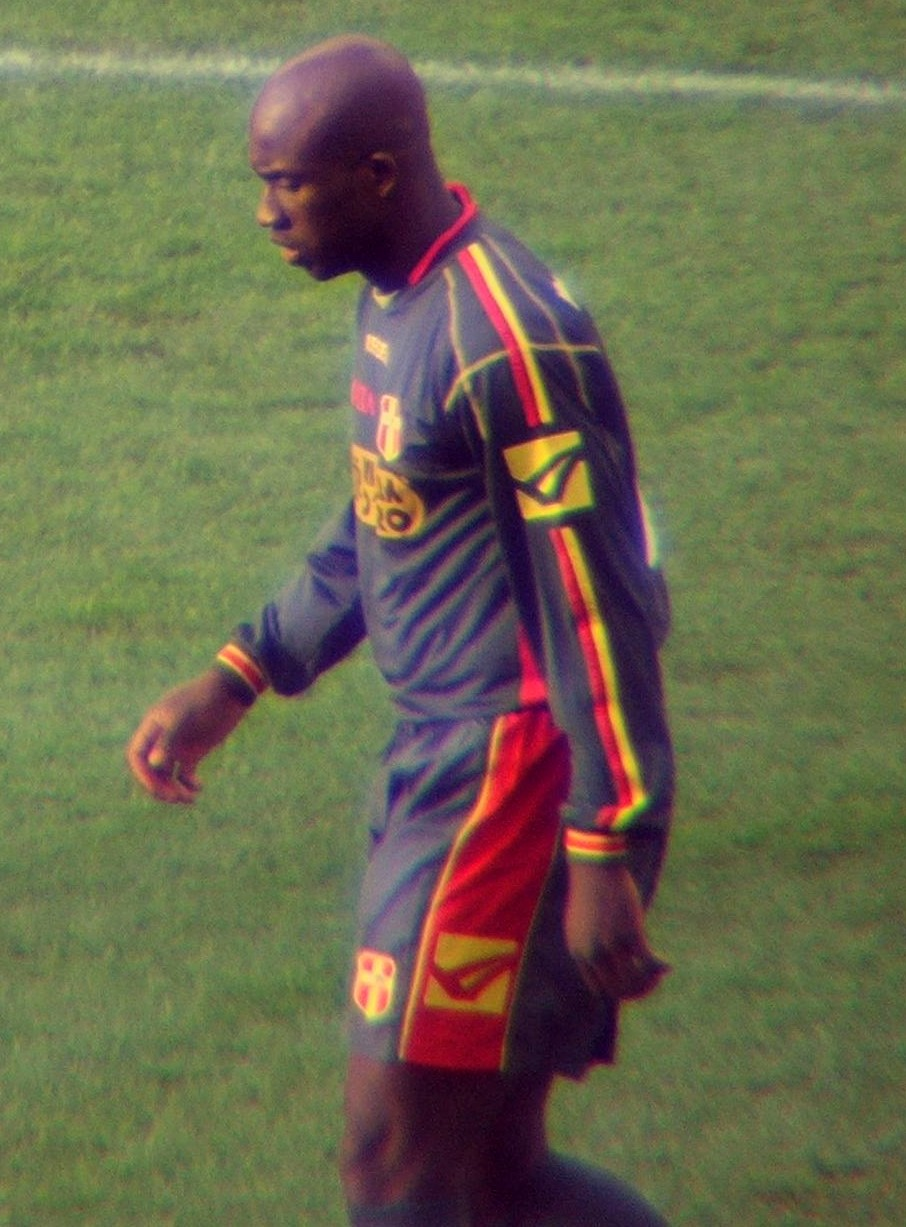
Марко Зоро під час виступів за «Мессіну» у сезоні 2005/06.

Втім наступного року результати клубу значно погіршились, він став 18 і мав вилетіти з вищого дивізіону, втім через скандал Кальчополі, за результатами якого «Ювентус» було понижено у класі, «Мессіна» зберегла місце. Проте у сезоні 2006/07 клуб зайняв останнє місце і таки вибув у Серію B, після чого івуарієць покинув клуб на правах вільного агента. За час виступів Марко в Італії великого розголосу здобули расистські скандали. Так у листопаді 2005 року в Мілані, під час матчу з «Інтернаціонале», він піддався нападкам на расовому ґрунті з боку міланських вболівальників. В результаті, 4-м уболівальникам був на 5 років закритий вхід на стадіон, а по всій Італії перед матчами проводилися антирасистські демонстрації. Навесні 2006 року, під час домашнього матчу, ситуація повторилася і Зоро ледь не пішов з поля. Гравці «Інтернаціонале» Адріано і Обафемі Мартінс на очах у всього стадіону принесли вибачення від імені клубу і вмовили з поля не йти. Міланський клуб був оштрафований на 25 тисяч євро.
15 травня 2007 року підписав 4-річний контракт з лісабонською «Бенфікою». Втім у новій команді спочатку отримав травму в товариському матчі з «Реал Бетіс», а вже у серпні був звільнений головний тренер Фернанду Сантуш, що і запрошував Зоро, а його наступник Хосе Антоніо Камачо не бачив африканця у основі своєї команди. В результаті зігравши лише два матчі у чемпіонаті, у лютому 2009 року від був відданий в оренду в «Віторію» (Сетубал), за яку грав до літа 2010 року. Повернувшись до «Бенфіки» Марко взагалі жодного разу не вийшов на поле у матчах чемпіонату, лише інколи виходячи в матчах кубків ліги та Ліги чемпіонів і наприкінці січня 2011 року знову був відданий в оренду, на цей раз у румунську «Університатю» (Крайова), де до кінця сезону зіграв 14 матчів у чемпіонаті, втім не врятував команду від вильоту з Ліги І.
У червні 2011 року контракт Зоро з «Бенфікою» закінчився і гравець тривалий час залишався вільним агентом. Лише 30 січня 2012 року, після успішного перегляду, він підписав півторарічний контракт з клубом французької Ліги 2 «Анже», а після його закінчення 13 серпня 2013 року став гравцем клубу вищого дивізіону Греції ОФІ, де провів один сезон.
Завершував професійну ігрову кар'єру у нижчолігових грецьких клубах «Ханья» та «Астерас Амаліадас», де небагато грав до 2017 року.

## Виступи за збірну
11 лютого 2003 року дебютував в офіційних іграх у складі національної збірної Кот-д'Івуару у матчі проти Камеруну.
У збірній Зоро не був основним гравцем, втім поїхав з командою на чемпіонат світу 2006 року у Німеччині, на якому на поле не виходив. Крім цього Зоро зіграв на двох поспіль континентальних першостях — Кубку африканських націй 2006 року в Єгипті, де виходив у двох матчах і разом з командою здобув «срібло», а також Кубку африканських націй 2008 року у Гані, на якому зіграв у одному матчі проти Малі, забивши в ньому свій перший і єдиний гол за збірну.
Всього протягом кар'єри у національній команді, яка тривала 8 років, провів у формі головної команди країни 22 матчі, забивши 1 гол.

## Статистика виступів

### Статистика клубних виступів
| Сезон                         | Команда                       | Чемпіонат                     | Чемпіонат | Чемпіонат | Національний кубок | Національний кубок | Національний кубок | Континентальні кубки | Континентальні кубки | Континентальні кубки | Інші змагання | Інші змагання | Інші змагання | Усього | Усього |
| Сезон                         | Команда                       | Ліга                          | Ігор      | Голів     | Ліга               | Ігор               | Голів              | Ліга                 | Ігор                 | Голів                | Ліга          | Ігор          | Голів         | Ігор   | Голів  |
| ----------------------------- | ----------------------------- | ----------------------------- | --------- | --------- | ------------------ | ------------------ | ------------------ | -------------------- | -------------------- | -------------------- | ------------- | ------------- | ------------- | ------ | ------ |
| 1999–00                       | «Салернітана»                 | B (ІІ)                        | 3         | 0         | КІ                 | 0                  | 0                  | -                    | -                    | -                    | -             | -             | -             | 3      | 0      |
| 2000–01                       | «Салернітана»                 | B (ІІ)                        | 13        | 0         | КІ                 | 3                  | 0                  | -                    | -                    | -                    | -             | -             | -             | 16     | 0      |
| 2001–02                       | «Салернітана»                 | B (ІІ)                        | 25        | 0         | КІ                 | 3                  | 0                  | -                    | -                    | -                    | -             | -             | -             | 28     | 0      |
| 2002–03                       | «Салернітана»                 | B (ІІ)                        | 14        | 1         | КІ                 | 2                  | 0                  | -                    | -                    | -                    | -             | -             | -             | 16     | 1      |
| Усього за «Салернітану»       | Усього за «Салернітану»       | Усього за «Салернітану»       | 55        | 1         |                    | 8                  | 0                  |                      | -                    | -                    | -             | -             | -             | 63     | 1      |
| 2002–03                       | «Мессіна»                     | B (ІІ)                        | 11        | 0         | КІ                 | -                  | -                  | -                    | -                    | -                    | -             | -             | -             | 11     | 0      |
| 2003–04                       | «Мессіна»                     | B (ІІ)                        | 32        | 2         | КІ                 | 1                  | 1                  | -                    | -                    | -                    | -             | -             | -             | 33     | 3      |
| 2004–05                       | «Мессіна»                     | A                             | 30        | 0         | КІ                 | 4                  | 0                  | -                    | -                    | -                    | -             | -             | -             | 34     | 0      |
| 2005–06                       | «Мессіна»                     | A                             | 22        | 2         | -                  | -                  | -                  | -                    | -                    | -                    | -             | -             | -             | 11     | 2      |
| 2006–07                       | «Мессіна»                     | A                             | 21        | 1         | КІ                 | 4                  | 0                  | -                    | -                    | -                    | -             | -             | -             | 17     | 0      |
| Усього за «Мессіну»           | Усього за «Мессіну»           | Усього за «Мессіну»           | 116       | 5         |                    | 9                  | 1                  |                      | -                    | -                    |               | -             | -             | 125    | 6      |
| 2007–08                       | «Бенфіка»                     | ПЛ                            | 2         | 1         | КП+КЛ              | 3+4                | 0+1                | ЛЧ+КУЄФА             | 0+1                  | 0                    | -             | -             | -             | 10     | 2      |
| 2008–09                       | «Бенфіка»                     | ПЛ                            | 0         | 0         | КП+КЛ              | 0+2                | 0+0                | КУЄФА                | 0                    | 0                    | -             | -             | -             | 2      | 0      |
| 2008–09                       | «Віторія» (Сетубал)           | ПЛ                            | 10        | 0         | КП+КЛ              | -                  | -                  | -                    | -                    | -                    | -             | -             | -             | 10     | 0      |
| 2009–10                       | «Віторія» (Сетубал)           | ПЛ                            | 20        | 0         | КП+КЛ              | 2+2                | 1+0                | -                    | -                    | -                    | -             | -             | -             | 24     | 1      |
| Усього за «Віторію» (Сетубал) | Усього за «Віторію» (Сетубал) | Усього за «Віторію» (Сетубал) | 30        | 0         |                    | 4                  | 1                  |                      | -                    | -                    |               | -             | -             | 34     | 1      |
| 2010–11                       | «Бенфіка»                     | ПЛ                            | 0         | 0         | КП+КЛ              | 0+3                | 0+1                | ЛЧ+ЛЄ                | 3 + -                | 0 + -                | СП            | 1             | 0             | 7      | 1      |
| Усього за Benfica             | Усього за Benfica             | Усього за Benfica             | 2         | 1         |                    | 12                 | 2                  |                      | 4                    | 0                    |               | 1             | 0             | 19     | 3      |
| 2010–11                       | «Університатя»                | ЛI                            | 14        | 0         | КР                 | -                  | -                  | -                    | -                    | -                    | -             | -             | -             | 14     | 0      |
| 2011–12                       | «Анже»                        | Л2 (ІІ)                       | 11        | 1         | КФ+КЛ              | -                  | -                  | -                    | -                    | -                    | -             | -             | -             | 22     | 1      |
| 2012–13                       | «Анже»                        | Л2 (ІІ)                       | 21        | 1         | КФ+КЛ              | 2+1                | 1+0                | -                    | -                    | -                    | -             | -             | -             | 24     | 2      |
| Усього за «Анже»              | Усього за «Анже»              | Усього за «Анже»              | 32        | 2         |                    | 3                  | 1                  |                      | -                    | -                    |               | -             | -             | 35     | 3      |
| 2014–15                       | ОФІ                           | СК                            | 27        | 0         | КГ                 | 6                  | 1                  | -                    | -                    | -                    | -             | -             | -             | 33     | 1      |
| Усього за кар'єру             | Усього за кар'єру             | Усього за кар'єру             | 276       | 9         |                    | 42                 | 6                  |                      | 4                    | 0                    |               | 1             | 0             | 323    | 15     |

## Титули і досягнення
- Срібний призер Кубка африканських націй: 2006